# Mundo ao Contrário (telenovela)
Mundo ao Contrário é uma telenovela portuguesa produzida pela Plural Entertainment e exibida pela TVI entre 14 de abril de 2013 e 8 de outubro de 2013 em 145 episódios, tendo substituído Louco Amor e sendo substituída por Belmonte.
É da autoria de João Matos e foi escrita por Marta Coelho, Pedro Cavaleiro e Raquel Palermo. A realização ficou a cargo de Paula Mourão, Paulo Frazão e Jorge Queiroga e direção geral de Hugo de Sousa. 
Apresenta Margarida Marinho, Diogo Infante, Miguel Guilherme, São José Correia, Sara Barradas e Rodrigo Trindade como protagonistas.
Foi reposta no canal TVI Ficção entre 20 de fevereiro de 2017 e 18 de julho de 2017, em 127 episódios, tendo substituído Louco Amor e sendo substituída por Doce Tentação. A partir de 25 de novembro de 2019, passou a ser reposta na TVI, de segunda a sexta. Inicialmente, reposta às 23:30, a partir de janeiro de 2020 passou para as madrugadas da TVI, devido aos fracos resultados do horário anterior; no entanto, a reposição foi interrompida em abril do mesmo ano. Em 2023, mais precisamente a 5 de abril, regressa às madrugadas sendo reexibida novamente do início, substituindo Louco Amor, e acabando no dia 24 de julho de 2023, sendo substituída por Doida por Ti.

## Enredo
No Bairro da Pedra, vive Catarina Lencastre Malta (Sara Barradas), filha de Aníbal Malta (Sinde Filipe). A jovem vive num palacete de uma tia sua. É rejeitada pela meia-irmã, Constança Malta (Margarida Marinho), e o meio-irmão João Malta (Rui Santos) tenta manter o pacifismo entre as duas, porém, não consegue.
Constança vive com o marido, Pedro Carvalho (Diogo Infante), e com os filhos, Lara Malta Carvalho (Filipa Areosa) e Rodrigo Malta Carvalho (Tiago Costa) numa mansão de luxo. João vive com a esposa, Salomé Jardim Malta (Mafalda Vilhena), e com a filha, Maria Jardim Malta (Carolina Loureiro) numa casa próxima do mar.
Tudo parece estar bem nesta família, até ao momento em que o Grupo Malta ganha um novo dono. Em resultado, João, Salomé e Maria são despejados e Aníbal, tragicamente, suicida-se. Catarina encontra o pai morto e descobre o culpado. Invade a festa do 70º aniversário de Aníbal e revela a todos que Pedro roubou a família. Este, argumenta ter apenas protegido o seu futuro e o da sua família. João e Pedro envolvem-se numa cena de pancada e Constança grita para pararem, ao ver que tudo o que tinha como certo desabou.
Constança decide sair de casa e Rodrigo acompanha a mãe, porém, tal como João, Salomé e Maria, não têm onde ficar. Eis que se lembram de Catarina, que os ajuda. Habituados aos luxos e mordomias, a família Malta é obrigada a encontrar um novo significado de felicidade, que não passa pelo dinheiro, mas sim pela união que se cria.
Neste mesmo bairro, Marco Viana (Miguel Damião) é traficante de droga, assim como César Pina (Pedro Barroso). Marco é preso e César assume o poder. O jovem vive com a irmã, Sheila Pina (Helena Costa), e com a madrinha, Graciete Santos (Manuela Maria), que adotou os três irmãos por caridade. A terceira, Ivone Pina Ramiro (Ana Catarina Afonso) é casada com Vítor Ramiro (Rui Luís Brás), porém, o marido de Ivone não é bem visto por César, aliás, nem por César, nem por quase ninguém do bairro, porque Vítor é polícia e essa não é uma profissão de glória no Bairro da Pedra.
No Bairro da Pedra, há vários negócios, tal como o cabeleireiro onde trabalham Sheila e Ivone, cuja dona é Patrícia Pereira Viana (Susana Arrais). Após saber que o marido é traficante de droga, fica com receio do que isso possa causar à tranquilidade da filha, Sara Pereira Viana (Daniela Marques), que iria crescer sem um pai. César disponibiliza-se para a ajudar, porém, Patrícia recusa, alegando não querer ter nada a ver com um traficante. Conta ainda com a ajuda da mãe, Adelaide Pereira (Isabel Medina), que nunca recusou ajudar a sua filha.
Há ainda o café de Graciete, onde são falados muitos dos planos de César com os seus homens, sendo o mais próximo Maneca (Diogo Branco), que sempre jurou fidelidade ao seu superior. Porém, é na oficina de Sérgio Medeiros (Ricardo de Sá), que é guardada a droga. Este optou por não entrar no gang de César e no negócio do tráfico, pois sempre levou a intenção de proteger a mãe, Clara Medeiros (Rosa do Canto) e a irmã, Cila Medeiros (Mihaela Lupu) muito a sério e sempre fora um filho exemplar para Clara, já que Cila não parava de se meter em confusões e problemas, incluindo a relação que mantinha em segredo com César.
Dentro do Bairro da Pedra ainda, o Franguitos Galitos é o negócio de frangos da região, e não só. Simão Quintino (Miguel Guilherme) é o dono de uma rede de empresas que se estendeu rapidamente pelo país. O seu filho mais velho, Micael Silva Quintino (Rodrigo Trindade) trabalha consigo na loja do bairro e o seu filho mais novo, Saúl Silva Quintino (Luís Simões) ainda está a estudar. É casado com Amélia Silva Quintino (São José Correia), porém, com o afastamento que os dois foram ganhando, Amélia trai constantemente Simão com Pedro, o homem que realmente ama.
Há ainda, numa zona de mais luxo, o restaurante Dom Pellegrino, gerido por Valentino Costa (Rui Mendes). O seu filho, Gilberto Costa (Nuno Melo) está envolvido num negócio de prostituição organizada, em parceria com Marco e, após a sua captura, com César. Gilberto utilizou esse negócio para roubar a gerência do restaurante ao pai, que, ao ver a hipótese de ser tornar pública a sua noite com as raparigas contratadas por Gilberto, afasta-se da gerência e passa o cargo ao filho. Paula Cunha (Paula Neves) é chefe de sala no Dom Pellegrino e ajudante de Gilberto no negócio de prostituição.
Isto é apenas o começo de um turbilhão de acontecimentos que promete não ter fim e com o avançar da história, César desaparece, raptado por Diogo Machado (Nuno Gil), mais conhecido por DT, que promete ser o líder do bairro e do negócio de tráfico. É filho adoptivo de Adelaide.
César desaparece e o bairro muda. DT chega para atormentar vidas e acaba a espancar Simão. Quando confrontado com a pergunta de Graciete, assume ter morto César, e aí o ódio acende em todos. César fora um ídolo para muitos e DT pode estar em perigo ao garantir a morte de César. Graciete não desejava a morte do afilhado, assim como Sheila e Ivone. Cila sofre com a morte do ex-namorado e Maneca passa a sentir ainda mais ódio pelo recém-chegado chefe do gang. O perigo pode rondar DT e pessoas para cometer uma loucura não faltam no Bairro da Pedra.
Uma história feita de pormenores e onde o bairro se mistura com o luxo. O dinheiro cruza-se com as drogas e a mistura pode ser explosiva. Conseguirá uma família rica assumir uma vida sem luxos de um momento para o outro? Conseguirá um bairro perder um líder amado e admirado, e ganhar outro com quem ninguém pode ousar brincar? Este é o mundo em que eles vivem, e está virado ao contrário.

## Elenco
Referências:
| Ator                  | Personagem                  |
| --------------------- | --------------------------- |
| Margarida Marinho     | Constança Borges Malta      |
| Diogo Infante         | Pedro Carvalho              |
| Miguel Guilherme      | Simão Quintino              |
| São José Correia      | Amélia Silva Quintino       |
| Sara Barradas         | Catarina Fonseca Malta      |
| Rodrigo Trindade      | Micael Silva Quintino       |
| Pedro Barroso         | César Pina                  |
| Manuela Maria         | Graciete Santos             |
| Rui Mendes            | Valentino Costa             |
| Rosa do Canto         | Clara Medeiros              |
| Isabel Medina         | Adelaide Pereira            |
| Nuno Melo             | Gilberto Costa              |
| Paula Neves           | Paula Cunha                 |
| Marcantónio Del Carlo | Maximiliano Greco           |
| Mafalda Vilhena       | Salomé Jardim Malta         |
| Rui Santos            | João Borges Malta           |
| Susana Arrais         | Patrícia Pereira Viana      |
| Rui Luís Brás         | Vitor Ramiro                |
| Ana Catarina Afonso   | Ivone Pina Ramiro           |
| Helena Costa          | Sheila Pina                 |
| Ricardo Castro        | André Duarte                |
| Melânia Gomes         | Marisa Nunes                |
| Luís Simões           | Saul Silva Quintino         |
| Diogo Branco          | Manuel Carlos "Maneca"      |
| Carolina Loureiro     | Maria Jardim Malta          |
| Ricardo de Sá         | Sérgio Medeiros             |
| Filipa Areosa         | Lara Malta Carvalho         |
| Tiago Costa           | Rodrigo Malta Carvalho      |
| Mikaela Lupu          | Cila Medeiros               |
| Daniela Marques       | Sara "Sarita" Pereira Viana |
| Nuno Gil              | Diogo Machado               |
| Carlos Cunha          | José Manuel Mota            |
| Maria João Abreu      | Susana Mota                 |
| Miguel Damião         | Marco Viana                 |
| Sara Barros Leitão    | Marta Capucho               |
| Pedro Carvalho        | Diego                       |
| Francisco Arraiol     | "Piranha"                   |

Participação Especial no Primeiro Episódio
| Ator         | Personagem                                       |
| ------------ | ------------------------------------------------ |
| Sinde Filipe | Aníbal Malta (Pai de Constança, Catarina e João) |

## Audiências
O primeiro episódio foi líder absoluto ao registar 17,5% de audiência média e 32,4% de share, sendo esse o maior resultado atingido em toda sua exibição. O segundo episódio registou 11,5% de audiência e 26,4% de share, perdendo a liderança no horário. O seu pior resultado foi atingido em 21 de maio de 2013, ao marcar 5,4% de audiência. O último episódio registou 10,3% de audiência média e 36,7% de share, na liderança.
A sua média final foi de 8,4% de rating e 26,7% de share, um dos piores resultados de uma novela da TVI até então.